# 诺唯真之晨号
诺唯真之晨是挪威郵輪旗下的豪华邮轮，2002年10月下水，注册地为巴哈马。邮轮全长294米，宽32米，共有14层，可载员3350人（乘客2224人、船员1126人），排水量92250吨，航速25节。船上有游泳池、健身房、赌场，电影院等设备。

## 事件
2024年2月26日，挪威之晨号爆出百人集体腹泻，导致15人隔离中。毛里求斯下令禁止入港。